# Ione Belarra
Ione Belarra Urteaga (ur. 25 września 1987 w Pampelunie) – hiszpańska polityk i psycholog, działaczka ugrupowania Podemos i od 2021 jego sekretarz generalna, posłanka do Kongresu Deputowanych, od 2021 do 2023 minister.

## Życiorys
Absolwentka psychologii na Uniwersytecie Autonomicznym w Madrycie. Uzyskała magisterium z psychologii wychowawczej. Pracowała w Hiszpańskim Czerwonym Krzyżu oraz w organizacji pozarządowej CEAR zajmującej się pomocą uchodźcom. Zaangażowała się w działalność polityczną w ramach lewicowego ugrupowania Podemos. W 2015 po raz pierwszy uzyskała mandat posłanki do Kongresu Deputowanych, w kolejnych wyborach w 2016, kwietniu 2019, listopadzie 2019 i 2023 z powodzeniem ubiegała się o reelekcję.
W 2020 została powołana na sekretarza stanu w hiszpańskim gabinecie (do spraw Agendy 2030). W marcu 2021 objęła stanowisko ministra ds. praw socjalnych i Agendy 2030 w drugim rządzie Pedra Sáncheza. W czerwcu tegoż roku została wybrana na funkcję sekretarza generalnego Podemos. W listopadzie 2023 zakończyła pełnienie funkcji rządowej.